# София Алексеевна
София Алексеевна (на руски: Софья Алексеевна) е царевна на Русия и дъщеря на цар Алексей Михайлович. В периода 1682 – 1689 е регент и управлява вместо малолетните си братя Иван V и Петър I.

## Произход и борба за престола
София е третата дъщеря на цар Алексей и неговата първа жена Мария Милославская.
След смъртта на бездетния Фьодор III, за царе едновременно са провъзгласени слабият физически 16-годишен Иван и 10-годишният Петър. Болярите от рода Милославски, начело със София Алексеевна, която е сестра на Иван и наполовина сестра на Петър по бащина линия, решават да оспорят това двувластие. През май 1682 успяват да предизвикат Стрелецкия бунт, който в крайна сметка я поставя начело на държавата като регент през септември същата година. За свой първи министър назначава своя фаворит Василий Голицин.

## Управление
София Алексеевна получава много добро образование. Владее полски и латински, пише и стихове. Прекомерната ѝ амбиция и жажда за власт обаче често водят до конфликти. По нейно време са подписани изгодният за Русия мирен договор с Жечпосполита (1686 г.) и неизгодният Нерчински договор (1689 г.) с Китай (който е и първият въобще руско-китайски договор и действа чак до 1858). Под предводителството на Василий Голицин през 1687 и 1689 са организирани два неуспешни похода срещу кримските татари, част от Руско-турска война (1686-1700).
През 1687 г. учредява Славяно-латино-елинската академия – първото висше светско учебно заведение в Русия, което впоследствие през 1755 г. се превръща в Императорски московски университет.
На 30 май 1689 г. Петър I навършва 17 години. По съвет на майка си се жени за Евдокия Лопухина, с което според тогавашните закони става пълнолетен и от регентството на София вече няма нужда. Петър прави неколкократни опити да влезе в законните си права на управляващ, но безрезултатно, тъй като всички висши дворцови служители и военни са лоялни на София Алексеевна.
През нощта на 7 срещу 8 август в Преображенское, където Петър и обкръжението му живеят в изгнание, пристигат няколко стрелци с новината, че се подготвя покушение срещу него. Уплашен, царят веднага бяга зад дебелите стени на Троицко-Сергиевската лавра (един от най-големите манастири в близост до Москва). На другия ден новината за бягството на царя бързо се разнася из цяла Москва – всички разбират, че започва голям и вероятно кървав конфликт за властта. София Алексеевна изпраща в манастира руския патриарх Йоаким, за да води преговори с царя. Патриархът обаче не се връща в Москва и предпочита да остане с Петър I. На 27 август царят издава заповед всички полковници на стрелците да се явят при него, придружени от по десет стрелци от всеки полк. За неизпълнение на заповедта се предвиждало смъртно наказание. София Алексеевна издава също заповед, с която забранява на стрелците да ходят при Петър, но въпреки това някои успяват тайно да избягат от Москва и да се явят при царя. Усещайки, че с всеки изминат ден губи подкрепа, София решава да вземе нещата в свои ръце и сама да говори с по-малкия си брат. Но на път за Троицки е спряна от верни на царя части и е върната обратно в Москва с обяснението, че Петър не желае да се среща с нея. Новината за това бързо обхожда Москва и все повече стрелкови части, придворни и боляри започват да минават на страната на Петър I. Даже най-близкият човек на София Алексеевна, княз Голицин, се оттегля от политическите борби в своето имение в Медведково. Така от първите хора в държавата на страната на София Алексеевна остава единствено главнокомандващият стрелците Фьодр Шакловитий. Скоро цар Петър издава заповед Шакловитий да бъде арестуван и доведен за разпит в Троицки. Първоначално София Алексеевна отказва да предаде своя поддръжник, но под натиска на стрелците Шакловитий е предаден и на 11 октомври 1689 г. обезглавен на площада на Троицко-Сергиевска лавра.
Останала без поддръжници, София Алексеевна е принудена от цар Петър I да се оттегли в Новодевическия манастир, където става монахиня. Умира в манастира през 1704 г.